# Coenosia bartaki
Coenosia bartaki este o specie de muște din genul Coenosia, familia Muscidae, descrisă de František Gregor Jr în anul 1991.
Este endemică în Italia. Conform Catalogue of Life specia Coenosia bartaki nu are subspecii cunoscute.